# Masatoshi Aki
Masatoshi Aki (født 9. juli 1990) er en japansk fodboldspiller.
Han har spillet for flere forskellige klubber i sin karriere, herunder SC Sagamihara.